# Халявин, Сергей Яковлевич
Сергей Яковлевич Халявин (Пустой шаблон {{ВД-Преамбула}} ) — советский хозяйственный и общественный деятель, Герой Социалистического Труда. Участник Великой Отечественной войны.  Член КПСС. Депутат Верховного Совета СССР 6-го созыва. 

## Биография
Родился в 1912 году в деревне Мостечня. 
В 1923—1931 — подпасок на выпасе скота сельского общества, арматурщик в строительной конторе.
В 1931—1941 — председатель колхоза в Азово-Черноморском крае, секретарь комитета комсомола в колхозе, на хозяйственной работе.
В годы Великой Отечественной войны: заместитель командира артиллерийской батареи 852-го ап 252-й сд по политической части, начальник штаба партизанского отряда «За власть Советов» на территории оккупированной Брянской области
Окончил ВПШ при ЦК КПСС.
В 1943—1947 — заместитель председателя Новозыбковского райисполкома.
В 1947—1955 — директор Новозыбковского районного пункта «Заготзерно».
В 1955—1971 — председатель колхоза «Коммунар» Новозыбковского района Брянской области.
Указом Президиума Верховного Совета СССР от 22 марта 1966 года присвоено звание Героя Социалистического Труда с вручением ордена Ленина и золотой медали «Серп и Молот».
Умер в 1971 году в деревне Халеевичи.

## Награды и звания
- Герой Социалистического Труда (22.03.1966)
- Орден Ленина (22.03.1966)
- Орден Октябрьской Революции (08.04.1971)